# Quercus acutidens
Quercus acutidens är en bokväxtart som beskrevs av John Torrey. Quercus acutidens ingår i släktet ekar, och familjen bokväxter.
Artens utbredningsområde är Kalifornien. Inga underarter finns listade.